# Polystachya elegans
Polystachya elegans är en orkidéart som beskrevs av Heinrich Gustav Reichenbach. Polystachya elegans ingår i släktet Polystachya och familjen orkidéer. Inga underarter finns listade i Catalogue of Life.